# Michael Hardt
Pour les articles homonymes, voir Hardt.
Michael Hardt (né en 1960) est un critique littéraire et théoricien politique américain. Il enseigne la littérature et l'italien à l'Université Duke.
Il s'est surtout fait connaître par la publication de Empire, écrit en collaboration avec le philosophe italien Antonio Negri. En 2004, paraît un second volet intitulé Multitude: War and Democracy in the Age of Empire, puis un troisième, Commonwealth. Hardt a été particulièrement influencé par la pensée de Gilles Deleuze.

## Principales publications
- avec Giorgio Agamben et Karen E. Pinkus, Language and Death: The Place of Negativity: Theory and History of Literature, University of Minnesota Press 1991.  (ISBN 978-0-8166-4923-5)
- Gilles Deleuze: an Apprenticeship in Philosophy, University of Minnesota Press, 1993.  (ISBN 0-8166-2161-6)
- avec Giorgio Agamben, The Coming Community: Theory Out of Bounds, University of Minnesota Press, 1993.  (ISBN 978-0-8166-2235-1)
- avec Paolo Virno (éd.), Radical Thought in Italy: A Potential Politics, University of Minnesota Press, 1996.  (ISBN 978-0-8166-2553-6)
- avec Antonio Negri, Labor of Dionysus: a Critique of the State-form, University of Minnesota Press.  (ISBN 0-8166-2086-5)
- avec Antonio Negri, The Savage Anomaly: The Power of Spinoza's Metaphysics and Politics, University of Minnesota Press, 2000.  (ISBN 978-0-8166-3670-9)
- avec Kathi Weeks (éd.), Fredric Jameson - The Jameson Reader, Blackwell, 2000.  (ISBN 978-0-631-20269-1)
- avec Antonio Negri, Empire,  (ISBN 0-674-00671-2) ; (fr) Empire, Exils, 2000.
- avec Antonio Negri, Multitude: War and Democracy in the Age of Empire, 2004 ; (fr) Multitude : guerre et démocratie à l'époque de l'Empire, La Découverte, 2004.
- avec Antonio Negri, Commonwealth, Harvard University Press, 2009[2]
- avec Patricia Ticineto Clough (éd.), Jean O'Malley Halley: The Affective Turn - Theorizing the Social, Duke University Press, 2007.  (ISBN 978-0822339250)
- avec Garnet Kindervater (éd.), Michael Hardt presents: Thomas Jefferson - The Declaration of Independence, Verso, 2007.  (ISBN 978-1-84467-157-1)
- avec Kathi Weeks (éd.), Angela Davis: A Critical Reader, Blackwell,  (ISBN 978-0-631-20274-5)
- L'Idée de communisme, (Alain Badiou et Slavoj Žižek, dir.), avec Alain Badiou, Judith Balso, Bruno Bosteels, Susan Buck-Morss, Terry Eagleton, Peter Hallward, Minqi Li, Toni Negri, Jacques Rancière, Alessandro Russo, Roberto Toscano, Gianni Vattimo, Wang Hui, Slavoj Žižek, Nouvelles Éditions Lignes, 2010.